# Rhamphomyia fulvolanata
Rhamphomyia fulvolanata är en tvåvingeart som beskrevs av Frey 1922. Rhamphomyia fulvolanata ingår i släktet Rhamphomyia och familjen dansflugor. Inga underarter finns listade i Catalogue of Life.